# Kamenec (dopływ Sveržovki)
Kamenec – potok w Karpatach Zachodnich na Słowacji, w dorzeczu Topli. Cały tok, długości ok. 11 km, w kraju preszowskim, w powiecie Bardejów. Nazwa od charakteru koryta potoku, szerokiego i pełnego rozległych kamieńców.

## Charakterystyka
Tok w granicach Beskidu Niskiego oraz na pograniczu Beskidu Niskiego i Gór Leluchowskich.
Źródła na wys. ok. 700 m n.p.m., na pd. stokach głównego grzbietu karpackiego, w rejonie szczytów Dzielec (792 m n.p.m.) i Czerteż (ok. 760 m n.p.m.). Spływa generalnie w kierunku pd.-wsch., szeroką doliną przez Fričkę i Petrovą. W tej ostatniej, na wys. ok. 435 m n.p.m., przyjmuje swój największy (równie duży jak ona sama) dopływ, potok Oľchovec. Następnie przepływa przez Gaboltov i poniżej niego, na wys. ok. 355 m n.p.m., uchodzi jako prawobrzeżny dopływ do Sveržovki.
Na całej długości, poza wspomnianym Oľchovcem, przybiera szereg krótkich dopływów, głównie jednak lewobrzeżnych. Tok, poza krótkim odcinkiem w centrum wsi Petrová, nieuregulowany, meandrujący, w dolnym biegu koryto szerokie, pełne starorzeczy, żwirowych ławic i kamieńców. Brzegi zarośnięte olszą i wierzbami.
Stoki doliny, w dolnej części miernie nachylone, w większości odlesione, pokrywają łąki i pastwiska, w dolnej części doliny również pola uprawne.